# Боб Джерард
Боб Джерард (на английски: Bob Gerard) е бивш британски автомобилен състезател, пилот от Формула 1. Роден на 19 януари 1914 г. в Лестър, Великобритания.

## Формула 1
Боб Джерард прави своя дебют във Формула 1 в Голямата награда на Великобритания през 1950 г. В световния шампионат записва 8 състезания като не успява да спечели точки, състезава се с частен ЕРА и за отбора на Купър.